# Мексико на Светском првенству у атлетици на отвореном 2015.
Мексико је на Светском првенству у атлетици на отвореном 2015. одржаном у Пекингу од 22. до 30. августа учествовао петнаести пут, односно учествовао је на свим првенствима до данас. Репрезентацију Мексика представљало је 5 такмичара (3 мушкарца и 2 жене) који су се такмичили у 3. дисциплине (1 мушка и 2 женске).,
На овом првенству Мексико није освојио ниједну медаљу. Оборен је један лични рекорд и остварена су три најбоља резултата сезоне.

## Учесници
| Мушкарци: - Едер Санчез — 20 км ходање - Орасио Нава — 20 км ходање - Хулио Сесар Салазар — 20 км ходање | Жене: - Бренда Флорес — 10.000 м - Алехандра Ортега — 20 км ходање |  |

## Резултати

### Мушкарци
| Атлетичар           | Дисциплина   | Лични рекорд | Квалификације | Квалификације | Полуфинале | Полуфинале | Финале      | Финале       | Детаљи |
| Атлетичар           | Дисциплина   | Лични рекорд | Резултат      | Место         | Резултат   | Место      | Резултат    | Место        | Детаљи |
| ------------------- | ------------ | ------------ | ------------- | ------------- | ---------- | ---------- | ----------- | ------------ | ------ |
| Едер Санчез         | 20 км ходање | 1:18:34      |               |               |            |            | 1:21:56 ЛРС | 15 / 50 (61) |        |
| Орасио Нава         | 20 км ходање | 1:22:04      | 1:24:40 ЛРС   | 28 / 50 (61)  |            |            |             |              |        |
| Хулио Сесар Салазар | 20 км ходање | 1:21:43      | 1:24:58       | 31 / 50 (61)  |            |            |             |              |        |

### Жене
| Атлетичарка      | Дисциплина   | Лични рекорд | Квалификације | Квалификације | Полуфинале | Полуфинале | Финале   | Финале  | Детаљи |
| Атлетичарка      | Дисциплина   | Лични рекорд | Резултат      | Место         | Резултат   | Место      | Резултат | Место   | Детаљи |
| ---------------- | ------------ | ------------ | ------------- | ------------- | ---------- | ---------- | -------- | ------- | ------ |
| Бренда Флорес    | 10.000 м     | 31:45,16     |               |               |            |            | 32:15,26 | 14 / 25 |        |
| Алехандра Ортега | 20 км ходање | 1:31:38      | 1:31:04 ЛР    | 9/ 42 (50)    |            |            |          |         |        |